# Silent Cries and Mighty Echoes
Silent Cries and Mighty Echoes è un album discografico  del gruppo tedesco Eloy, pubblicato nel 1979 dall'etichetta discografica EMI Electrola

## Tracce
1. Astral Entrance – 9:03
2. The Apocalyps – 14:54
3. Pilot To Paradise – 7:01
4. De Labore Solis – 5:12
5. Mighty Echoes – 7:16

## Formazione
- Frank Bornemann - voce, chitarra elettrica e acustica
- Klaus-Peter Matziol - basso, seconda voce
- Detlev Schmidtchen - organo, tastiere, sintetizzatori
- Jürgen Rosenthal - batteria, percussioni, flauto